# Banda de música de Ses Salines
La Banda de Música de Ses Salines és una formació musical del municipi de Ses Salines (Mallorca, Illes Balears).
El 1985, sota l'impuls de Miquel Roig i un grup de pares d'alumnes, es refundà la Banda de Música de Ses Salines. Des de llavors ha estat dirigida per Miquel Roig, Josep Llull i pel seu director actual, Andreu Julià, des de 1996. El 1995 l'Ajuntament de Ses Salines li concedí la màxima distinció municipal anomenada "Grumet de Sal".
El 2010, amb motiu del 25 aniversari de la refundació, s'estrenà l'obra de concert "Escenes de Ses Salines" del compositor Jesús Santandreu.
El 2015, amb motiu del 30 aniversari de la refundació, la formació produí i estrenà el musical L'endemà de Fedra, amb llibret de l'escriptor saliner Sebastià Portell Clar i amb música de Víctor Ferragut.

## Anteriors formacions musicals al municipi
La tradició musical a Ses Salines que es remunta als voltants de l'any 1909, quan es crea la primera banda de música, organitzada pel vicari Sebastià Garcias, i que seria anomenada Sa Música Vella. El 1922 es formà una segona agrupació: la Banda de Música de la Sección Instructiva y Recreativa del Sindicat Agrícola, coexistint ambdues durant un temps. La Guerra civil espanyola rompé amb la tradició bandística fins a 1955, quan es fundà una nova Banda de Música, dirigida per Guillem Juan "Mestre Guillemet", la qual desaparegué el 1970.